# Плезант Хилс (Мериленд)
Плезант Хилс (енгл. Pleasant Hills) насељено је место без административног статуса у америчкој савезној држави Мериленд.

## Демографија
По попису из 2010. године број становника је 3.379, што је 528 (18,5%) становника више него 2000. године.
| Група             | 2000.         | 2010.         |
| Белци             | 2.725 (95,6%) | 3.111 (92,1%) |
| Афроамериканци    | 34 (1,2%)     | 77 (2,3%)     |
| Азијати           | 34 (1,2%)     | 79 (2,3%)     |
| Хиспаноамериканци | 30 (1,1%)     | 66 (2,0%)     |
| Укупно            | 2.851         | 3.379         |